# Mirmecins
|  | No s'ha de confondre amb Myrmicinae. |

Els mirmecins (Myrmeciinae) són una subfamília de formigues que havia existit arreu del món però que actualment només sobreviu a Austràlia i la Nova Caledònia.
Aquesta subfamília és una de les diverses subfamílies de formigues que posseeixen "gamergates", formigues obreres que poden aparellar-se i reproduir-se, mantenint així la colònia després de la pèrdua de la reina.
La subfamília Myrmeciinae estava composta anteriorment d'un sol gènere, Myrmecia, però Ward i Brady van redescriure la subfamília el 2003 per incloure dues tribus i quatre gèneres. Al 2006 es van descriure tres gèneres addicionals i 9 espècies de l'Eocè primerenc de Dinamarca, Canadà i Washington. Posteriorment, un gènere fòssil addicional es va traslladar de la família Rhopalosomatidae el 2018 i es va descriure un gènere nou el 2021.

## Taxonomia
Pel que fa a les espècies actuals, la subfamília Myrmeciinae està subdividida en dues tribus, cadascuna amb un gènere:
- Tribu Myrmeciini Emery, 1877
  - Myrmecia Fabricius, 1804
- Tribu Prionomyrmecini Wheeler, 1915
  - Nothomyrmecia Clark, 1934